# Sonate K. 146
La sonate K. 146 (L.349) en sol majeur est une œuvre pour clavier du compositeur italien Domenico Scarlatti.

## Présentation
La sonate en sol majeur K. 146 est sans indication de mouvement. Conformément aux critères habituels, elle aurait pu former un couple avec la sonate K. 144. Malcolm Boyd classe l'œuvre dans les sonates douteuses.

## Manuscrit
Le manuscrit principal, daté de 1772, est le numéro 5 du manuscrit Fitzwilliam (Mu Mus 148, olim. Ms. 32 F 13) de l'Université de Cambridge, parmi 24 sonates.

## Interprètes
La sonate K. 146 est défendue au piano notamment par Vladimir Horowitz (1964, Sony), Dubravka Tomšič Srebotnjak (1987, Grosse Meister), Balázs Szokolay, (1988, Naxos), Mikhaïl Pletnev (1994, Virgin), Christian Zacharias (1994, EMI), Michael Lewin (1995, Naxos, vol. 2), Inger Södergren (1996 Calliope), Nikolaï Demidenko (2003, AGPL), Marcela Roggeri (2006, Transart), Carlo Grante (2013, Music & Arts, vol. 4), Claire Huangci (2015, Berlin Classics), Angela Hewitt (2017, Hyperion), Andrea Lucchesini (2017, Audite) et Mary Hellmann (2020, Centaur Records) ; au clavecin par George Malcolm (1954, Archiv), Luciano Sgrizzi (1964, Accord), Gudula Kremers (1973, SWR Classic Archive), Elżbieta Stefańska-Łukowicz (1973, LP Muza Polskie), Scott Ross (1985, Erato), Robert Wooley (1987, EMI), Ton Koopman (1988, Capriccio), Pierre Hantaï (2005, Mirare, vol. 3), Richard Lester (2007, Nimbus, vol. 7) et Pieter-Jan Belder (Brilliant Classics, vol. 4).
Teodoro Anzellotti interprète à l'accordéon (2001, Winter & Winter), ainsi qu'Andreas Nebl (2021, Castigo Classic Recordings). Leo Brouwer en a donné une transcription pour guitare qu'il a enregistrée pour le label Erato (1974), parmi une douzaine de sonates, ainsi que Narciso Yepes (1985, DG), Pascal Boëls (2001, Calliope), Fábio Zanon (2006, Musical Heritage) et Alberto Mesirca (2007, Paladino Music).

## Sources
: document utilisé comme source pour la rédaction de cet article.
- (en) Kathleen Dale, « Domenico Scarlatti: His Unique Contribution to Keyboard Literature », Proceedings of the Royal Musical Association, no 74,‎ 1948, p. 33–44 (ISSN 0080-4452, OCLC 865210389, lire en ligne)
- Ralph Kirkpatrick (trad. de l'anglais par Dennis Collins), Domenico Scarlatti, Paris, Lattès, coll. « Musique et Musiciens », 1982 (1re éd. 1953 (en)), 493 p. (ISBN 978-2-7096-0118-4, OCLC 954954205, BNF 34689181).
- Alain de Chambure, « Domenico Scarlatti : Intégrale des sonates — Scott Ross », Erato (2564-62092-2), 1985 (OCLC 891183737) .
- (en) Malcolm Boyd, Domenico Scarlatti : master of music, New York, Macmillan, 1987, xi-302 (OCLC 470280952, BNF 42875007, lire en ligne)